# 선컹구

선컹구의 위치

선컹구(한국어: 심갱구, 중국어: 深坑區, 병음: Shēnkēng Qū)는 중화민국 신베이시의 구이다. 넓이는 20.5787km2이고, 인구는 2015년 8월 기준으로 23,544명이다.

## 지리
선컹은 타이베이시의 동남쪽에 위치하고, 주위가 산지로 둘러싸인 지세이다. 면적의 대부분은 중양산맥의 남강 구릉지가 차지하고 있어 해발 30~500m이고 중앙부를 징메이시(景美渓)가 흐르고 있다.

## 역사
타이베이 분지의 남쪽 변두리에 위치하는 선컹향은 청대에는 권산보(拳山堡)에 속해 원주민의 거주지로 여겨진 번계에 인접하고 있었다. 권산보와 그 주변(현재의 징메이, 무자, 신뎬, 핑린, 스딩)은 평포족 수랑사에 속하고 있었다. 수랑사의 평포족은 숙번이라고 불렸으며, 한족이 이주 할 때 유력자에게 개간의 허가를 얻고, 상응하는 대가를 지불한다는 관계가 구축되어 있었다. 한족의 입식자로서 가장 오래된 기록은 허종금이라는 인물이지만, 대규모 이주 기록으로서는 1765년, 천주인의 장만순이 이주해 만순료(완순촌)를 개발해, 평포족에 매년 48석을 거두었다는 기록이 있다. 그 후 이주가 진행되었다.

## 교통
- 국도 5호선

## 같이 보기
- 신베이시